# Meineckia pubiflora
Meineckia pubiflora är en emblikaväxtart som beskrevs av Grady Linder Webster. Meineckia pubiflora ingår i släktet Meineckia och familjen emblikaväxter. Inga underarter finns listade i Catalogue of Life.